# Sphère de Brieskorn
En géométrie, une sphère de Brieskorn est une sphère exotique, issue d'une construction explicite due au mathématicien allemand Egbert Brieskorn en 1966 qui étudiait les singularités à l'origine des hypersurfaces de {\displaystyle \mathbb {C} ^{n}} définies par une équation de la forme {\displaystyle z_{1}^{a_{1}}+\cdots +z_{n}^{a_{n}}=0}, avec {\displaystyle a_{1},\dotsc ,a_{n}} des entiers supérieurs ou égaux à 2. En calculant l'intersection de l'hypersurface avec une petite sphère centrée sur l'origine, on obtient des variétés lisses appelées les « bords singuliers » ou singularités de Pham-Brieksorn,. Les résultats de Brieskorn montrent que sous certaines conditions, ces bords sont homéomorphes à la sphère standard, mais sans y être nécessairement difféomorphes, ce qui en fait des sphères exotiques.

## Histoire
Brieskorn raconte comment Mumford s'est intéressé à la singularité en zéro de la surface {\displaystyle x^{2}+y^{3}+z^{5}=0}, dont il montre qu'elle est rationnelle et qu'elle a l'homologie d'une 3-sphère. La conjecture qu'il s'agit d'un résultat plus général est discutée entre John Milnor, John Nash, et Egbert Brieskorn. Ce dernier a trouvé l'article de Frédéric Pham, un physicien dont les préoccupations étaient de comprendre les singularités des intégrales de Feynman, dans lequel est prouvée une version plus générale du théorème de Picard-Lefschetz. Ce théorème, qui donne la monodromie aux points critiques, a été étendu par Pham précisément aux singularités du type considéré par Brieskorn. C'est par ce moyen que Brieskorn a pu calculer l'homologie, et ainsi prouver la conjecture.

## 3-sphères de Brieskorn
On se place en dimension {\displaystyle n=3}. Pour tous entiers {\displaystyle p,q,r} premiers entre eux et supérieurs à 2, la 3-sphère de Brieksorn {\displaystyle \Sigma (p,q,r)} est définie comme l'intersection de la 5-sphère {\displaystyle \mathbb {S} ^{5}} avec l'hypersurface d'équation {\displaystyle z_{1}^{p}+z_{2}^{q}+z_{3}^{r}=0} dans {\displaystyle \mathbb {C} ^{3}}.

### Homologie
Une des propriétés remarquables de cette construction est que chaque 3-sphère de Brieskorn est une sphère d'homologie, c'est-à-dire que l'homologie de toute 3-sphère de Brieskorn est identique à celle de la 3-sphère standard : {\displaystyle H_{1}(\Sigma (p,q,r);\mathbb {Z} )=0}. Comme il s'agit d'une surface orientable, on a en outre par dualité de Poincaré que {\displaystyle H_{0}(\Sigma (p,q,r);\mathbb {Z} )\simeq H_{3}(\Sigma (p,q,r);\mathbb {Z} )\simeq \mathbb {Z} }.

### Homéomorphismes
Dans un article de 1975, John Milnor a calculé les homéomorphismes des 3-sphères de Brieskorn : {\displaystyle \Sigma (p,q,r)} est un quotient d'un groupe de Lie de dimension 3 par un sous-groupe discret co-compact, et donc est homéomorphe à
- un quotient de {\displaystyle SU(2)} par un sous-groupe fini si {\displaystyle {\frac {1}{p}}+{\frac {1}{q}}+{\frac {1}{r}}>1} ;
- un quotient du groupe de Heisenberg par un réseau si {\displaystyle {\frac {1}{p}}+{\frac {1}{q}}+{\frac {1}{r}}=1} ;
- un quotient de {\displaystyle SL_{2}(\mathbb {R} )} par un réseau si {\displaystyle {\frac {1}{p}}+{\frac {1}{q}}+{\frac {1}{r}}<1}.

Milnor montre également dans cet article que {\displaystyle \Sigma (2,3,5)} est en fait la sphère d'homologie de Poincaré.